# 北京西山国家森林公园
北京西山国家森林公园位于中華人民共和國北京市西郊小西山的一个國家森林公園，位于海淀区闵庄路与香山南路交叉口西100米，毗邻北京市西五环，园区地跨海淀、石景山、门头沟三区，以北京市西山试验林场为基础建立，总面积5333公顷，是京郊风景区的组成部分，是距北京市区最近的国家级森林公园，年游客量150万人次。

## 历史
公元11世纪初，辽代曾在西山一带修建离宫；公元12世纪末，金章宗开始经营香山；历代在北京建都的统治者，均在西山一带进行过离宫别苑的建设。西山自古被称为“风水宝地”，受到历代帝王贵族、文人墨客的喜爱。
西山造林始于1913年，但直至1949年，西山造林面积也仅有4200亩，树木覆盖率为4.7%。1950年代初，小西山一片荒山秃岭。1952年，北京市开始大规模绿化小西山，建立西山造林事务所，开展大规模群众造林运动。1953年2月，中国人民解放军总司令朱德到西山视察，对林业部部长梁希指出西山绿化应成为华北、北京主管部门的重要任务，要提前完成。1954年12月，中共北京市委、北京市人民政府公布三年内的绿化西山计划。1955年到1957年底，在西山植树造林7万亩。1962年10月，北京市委市政府决定将西山造林事务所更名改制为北京市西山试验林场，小西山绿化建设由义务植树为主改为林业职工专业造林绿化。1963年，北京市西山试验林场成立。1962年至1966年，西山试验林场接收800多名初中、高中毕业知识青年为固定工人参加林业建设，至文化大革命前共造林859.8公顷，抚育幼林2548.5公顷，栽干鲜果树49.3公顷。
1984年，经中华人民共和国国家计划委员会和北京市计划委员会的同意，开始建设西山森林公园，至1987年昌华景区松鹤山庄完成建设。1992年9月，经国家林业部批准，森林公园正式成立。1990年代，吴良镛从圆明园等遗产保护出发提出建设“西北郊历史公园”构想，希望将圆明园及其以西的山地作为历史公园加以保护。2004年，北京市总体规划以吴良镛的构想为基础在西山规划了“国家历史公园”。后来，北京市园林局以吴良镛“西北郊历史公园” 的概念为基础提出 “西山国家森林公园”的规划。
2017年4月14日,“喜迎十九大，健步西山行”在京中央国家机关部分部门登山邀请赛在北京西山国家森林公园举办。2018年10月11日，该园入选中华人民共和国教育部评议的“全国中小学生研学实践教育基地”名单。2021年，第九届北京森林文化节在西山国家森林公园开幕。

## 气候及生物资源
公园所在地区属温带大陆性季风气候类型，四季分明，春秋短促，冬夏较长。夏季炎热多雨，冬季寒冷干燥。年平均气温10℃至13℃，最冷月为1月，平均气温为-7℃至-4℃，最热月为7月，平均气温25℃至26℃，极端最低-27.4℃，极端最高42℃以上。地带性植被为温带夏绿阔叶林，有植物73科250余种，兽类10余种，鸟类50余种，并有两栖类及爬行动物数种。西山林场从2007年起最早试验建设“植物防火墙”，到2022年已建成19道，总计27公里。
园区内种植有5000多亩彩叶林，林木均为1949年后种植的人工林，主要树种是油松、侧柏、刺槐、黄栌等。小西山树种纷繁，有着多样的混交林，森林景观四季分明、风景秀丽。公园内设有牡丹园、紫薇园、玉兰园、梅园等特色植物景区。

## 自然景观
北京西山森林公园所在的小西山属太行山余脉，为石质山区，属低山区，阴坡较陡，阳坡较缓。园区内最高点“鬼笑石”海拔473米，据说因其地处西山的最高点位置突出，每当大风吹过时石头发出的嗖嗖风声类似鬼哭狼嚎而得名，是北京观看夜景的网红景点。

## 人文景观
小西山有很多历史遗迹。前山脸的平缓山麓多为明代皇宫墓地修建处，有明景泰帝（朱祁钰）的景泰陵、明万历皇帝七位妃子的东四墓。小西山周围在清朝时曾有“西山八院”和“三山五园”之称，曾为八旗兵驻地，至今尚存有正黄旗、正蓝旗等村庄和健锐营操练碉楼等遗迹。此外，小西山还有香山、卧佛寺、八大处、福慧寺、法海寺、地藏殿、邀月洞、静福寺、无梁殿、方昭、圆昭、念佛桥、黑山扈战斗纪念碑等历史遗迹，还有一条蜿蜒数千米的进香古道，以及梅兰芳、马连良、言少朋、刘半农、刘天华、佟麟阁等名人的墓地。

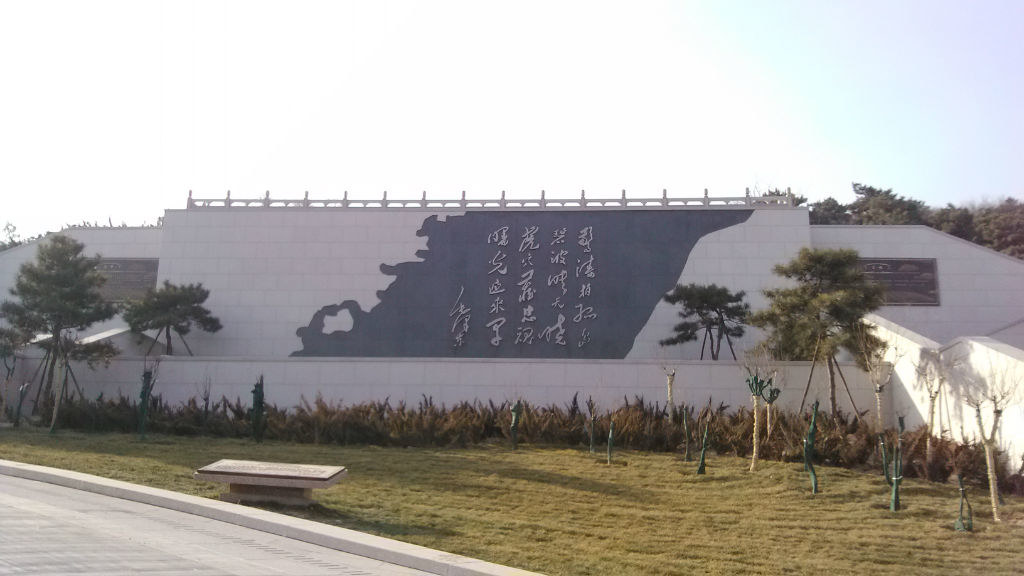
无名英雄广场台基正面的毛泽东题诗

2013年，由中国人民解放军总政治部联络部在公园内修建的无名英雄广场建成开放，以纪念1950年代初为国家统一、人民解放事业牺牲于台湾的大批隐蔽战线无名英雄而建。1949年前后，中国人民解放军曾秘密派遣1500余名干部入台，后因种种原因，大批中国共产党在台地下党员被捕，其中被中华民国政府当局公审处决的有1100余人。广场占地约3千平方米，台基正面是以黑白两色曲线隐喻海峡两岸的巨幅景观墙，景观墙左右两边台阶设有拾级而上的花岗岩墙壁，墙壁上刻着经各方查找发现的846个烈士英名，同时墙壁上也有许多留白以便未来发现新的英烈名字后随时增补。
百望山景区，又称百望山森林公园，位于颐和园北三公里处。百望山主峰海拔210米，是太行山延伸到华北平原最东端的山峰。景区内有首都绿色文化碑林，其间的碑廊、碑馆等建筑中展有大量与“绿色文化”有关的诗、词、书、画、碑刻，此外还有1993年为纪念毛主席诞辰100周年而建的毛泽东“绿化祖国”碑亭。百望山是1937年黑山扈抗日战斗的发生地，山上建有战斗纪念碑、中日友谊亭、回头石、望绿亭等。园区内开展有攀岩、速降、定向运动等多项野外运动。1995年，北京市团委命名百望山森林公园为首都中学生志愿者种植“成人树”绿化营地，1999年被评为北京市科普教育基地。2001年被评为国家AAA级旅游景区。